# Burr W. Jones
Burr W. Jones, född 9 mars 1846 i Rock County i Wisconsinterritoriet, död 7 januari 1935 i Madison i Wisconsin, var en amerikansk politiker (demokrat). Han var ledamot av USA:s representanthus 1883–1885.
Jones efterträdde 1883 George Cochrane Hazelton som kongressledamot och efterträddes 1885 av Robert M. La Follette.
Jones ligger begravd på Forest Hill Cemetery i Madison.